# دم‌جنبانک لیمویی
دم‌جنبانک لیمویی (نام علمی: Motacilla citreola) نام یک گونه از سرده دم‌جنبانک است.

## نگارخانه

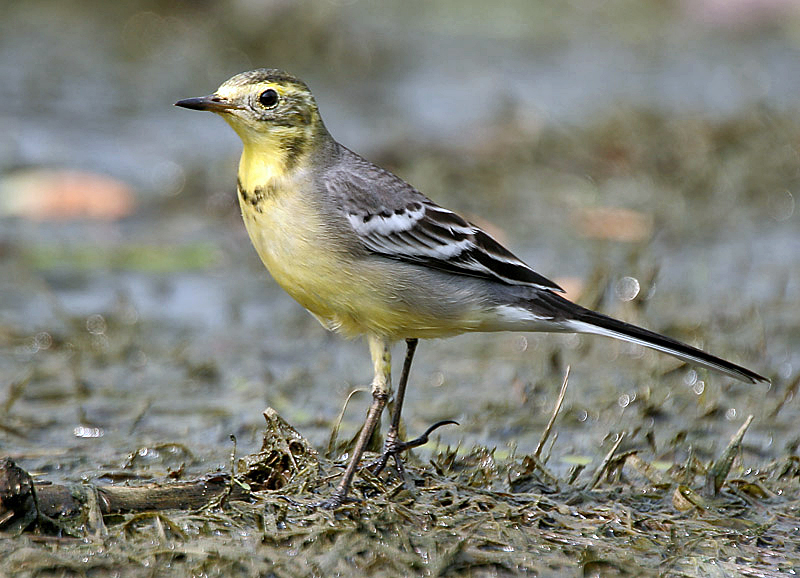
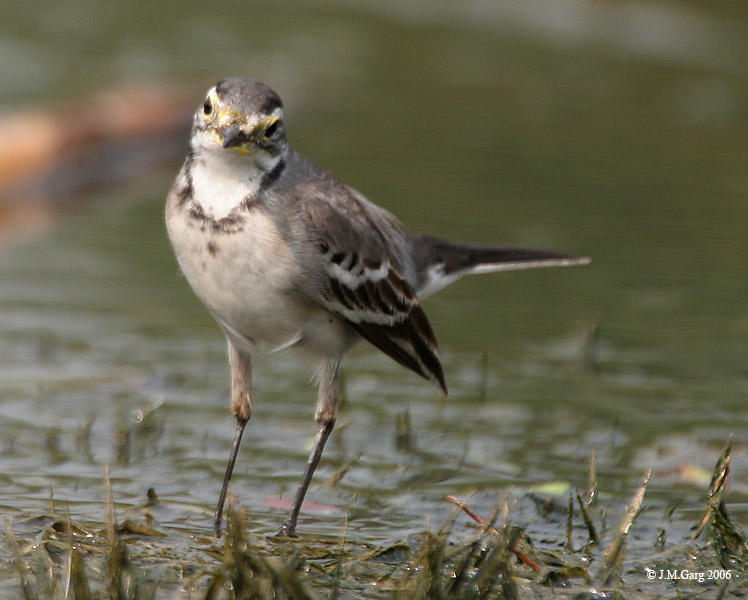
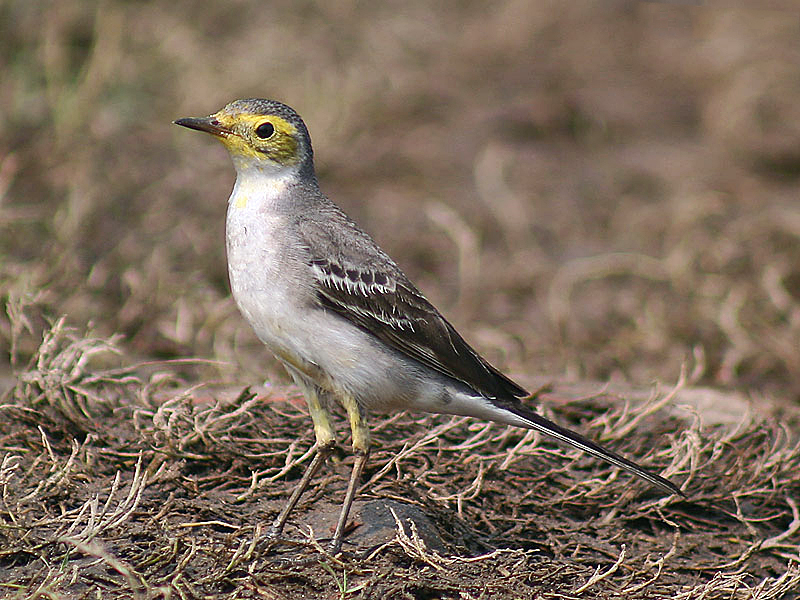
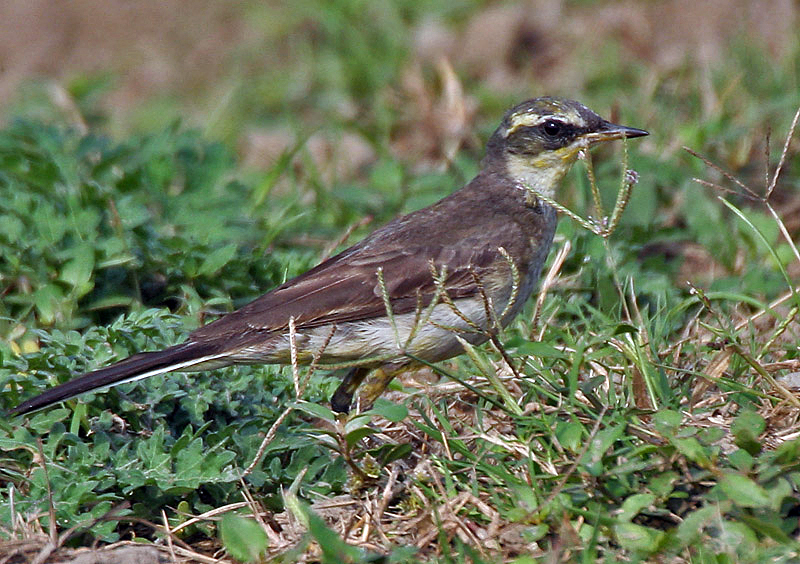
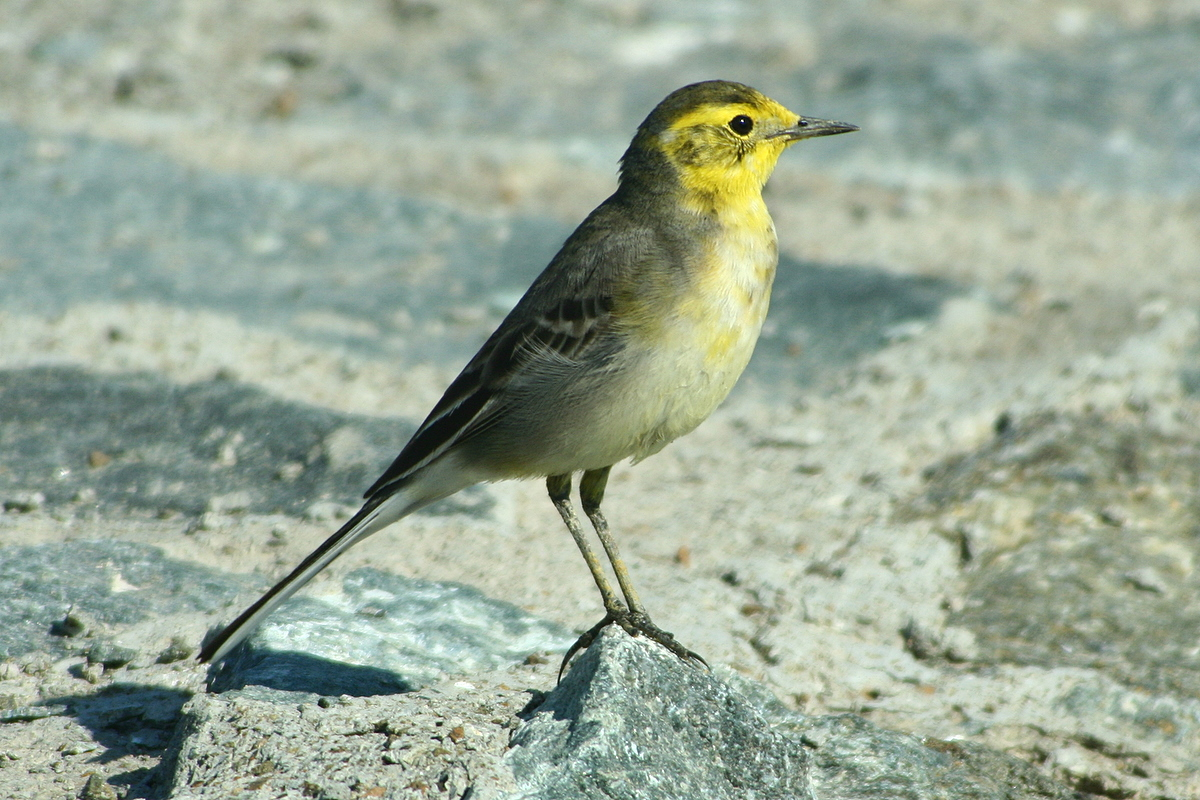
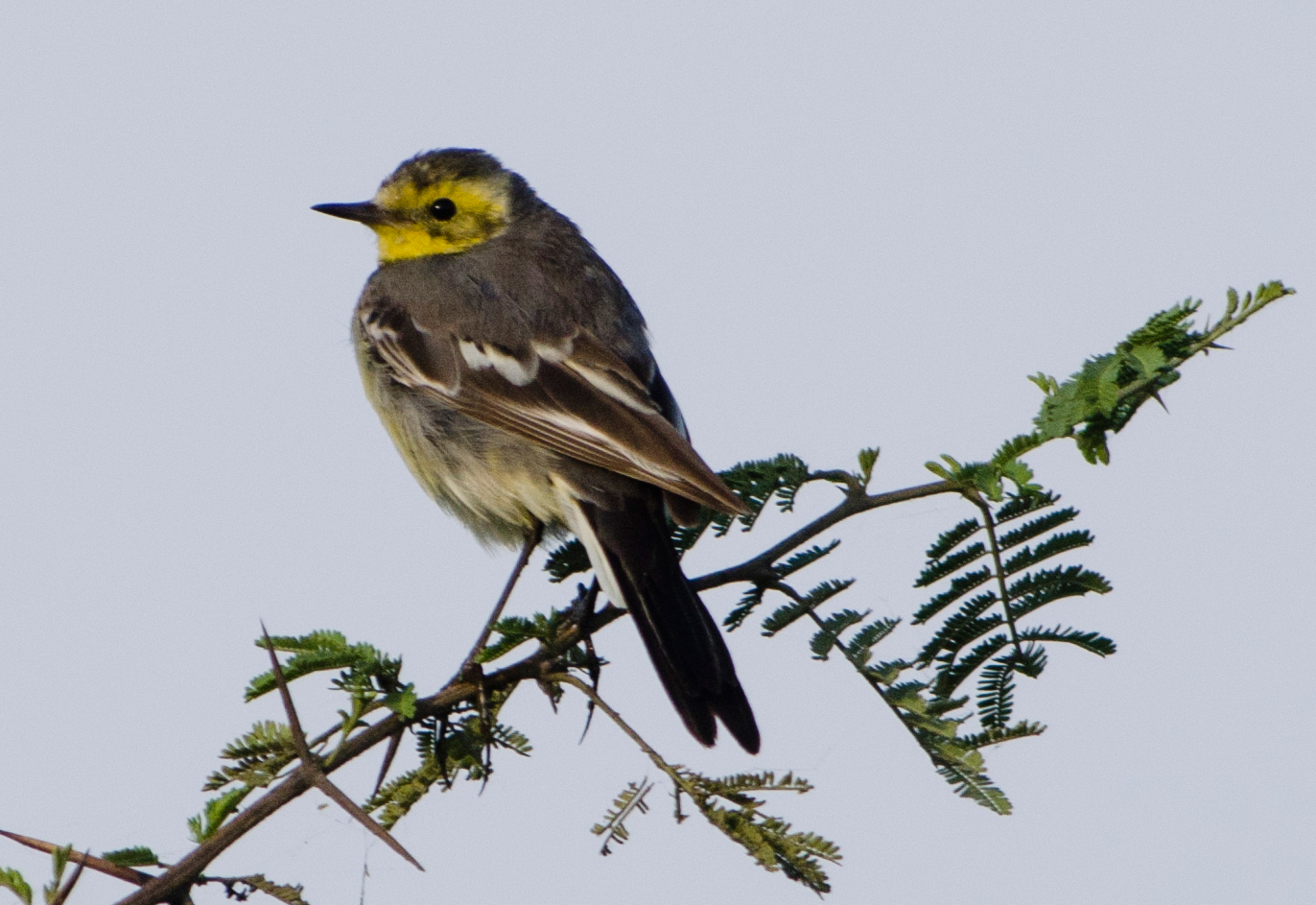
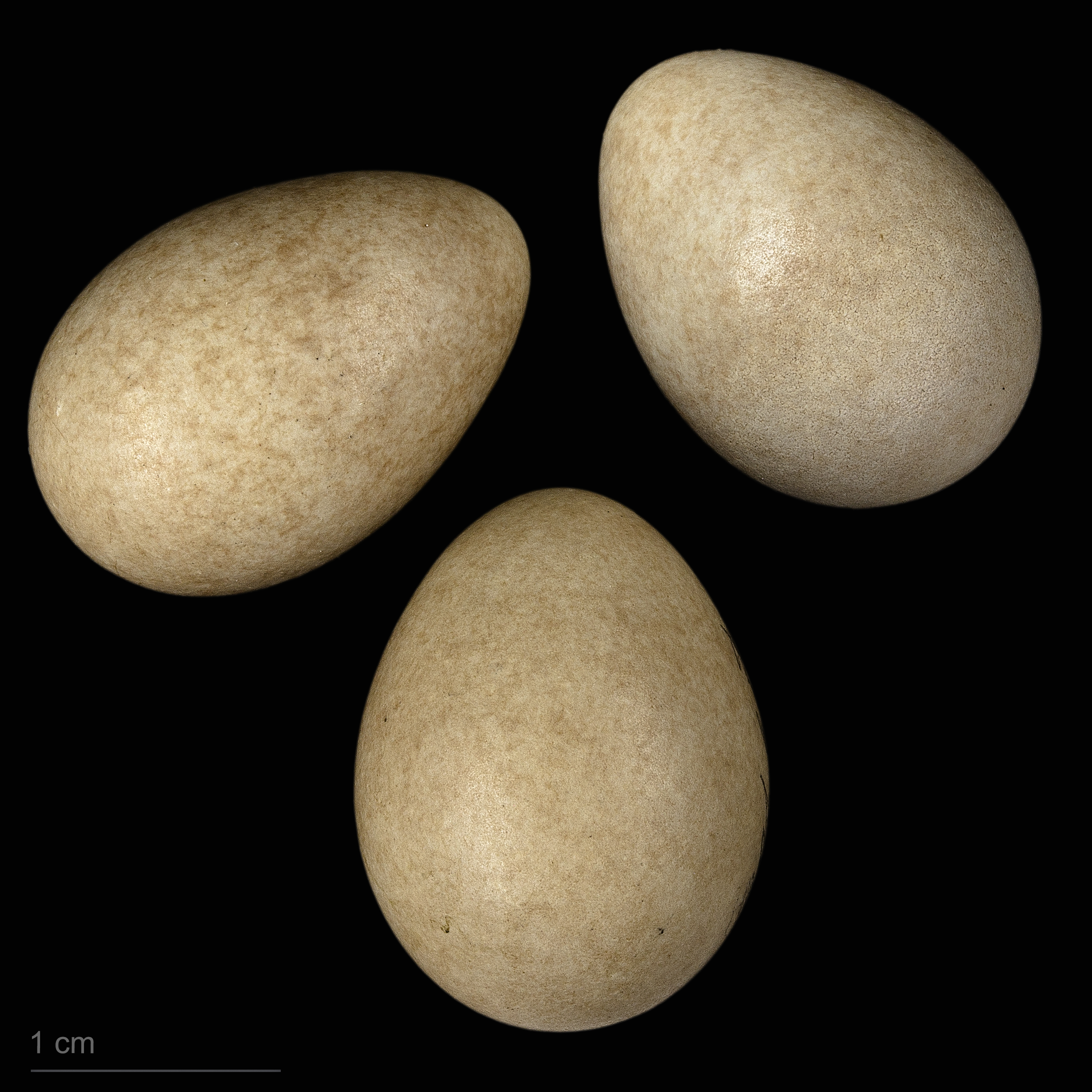
Motacilla citreola citreola